# 朱定燿
岷憲王朱定燿（？—1618年），明朝第七代岷王，康王朱譽榮的庶第二子。嘉靖三十四年（1555年）襲封岷王。他在位六十三年。萬曆四十六年（1618年）七月朱定燿去世，封世子的兒子朱幹跬及封世孫的孫子朱企鉁均早卒，四年後的天啟二年（1622年）世曾孫朱禋洪嗣位。
| 前任者： 父康王朱譽榮 | 明岷國國王 1555年－1618年 | 繼任： 曾孫哲王朱禋洪 |